# Giulio Dragonetti
Giulio Dragonetti (L'Aquila, 11 giugno 1818 – L'Aquila, 13 marzo 1896) è stato uno storico e politico italiano.

## Biografia
Nacque all'Aquila nel 1818 dal marchese Luigi Dragonetti, appartenente a una nobile famiglia aquilana, e Laura de Torres. Compì i primi studi in Abruzzo e, in seguito, studiò lettere e scienze presso l'università degli Studi di Roma "La Sapienza", laureandosi in matematica. In questo periodo intrattenne rapporti con molti letterati, tra cui il poeta capitignanese Angelo Maria Ricci.
Nel 1841 il padre fu ritenuto colpevole di aver preso parte all'insurrezione aquilana contro il governo borbonico e fu costretto all'esilio nell'abbazia di Montecassino; il Dragonetti si occupò così dell'educazione dei fratelli minori e si recò più volte a Napoli a chiedere la grazia, che ottenne nel 1846. Con l'elezione di papa Pio IX al soglio pontificio, la famiglia si trasferì quindi a Roma, nel palazzo De Torres, e Giulio si avvicinò alla vita politica romana, manifestando, come il padre, ideali liberali e repubblicani.
Nel 1848 tornò all'Aquila per partecipare attivamente alle vicende politiche cittadine, parteggiando per Fabio Cannella e Pietro Marrelli, i cui tentativi d'insurrezione non ebbero esito positivo; di conseguenza, fu costretto all'esilio in Francia, dapprima a Tolosa e poi a Parigi, dove frequentò numerosi intellettuali e si legò in maniera particolare ad Alphonse de Lamartine.
Dragonetti tornò in Italia nel 1860, venendo arruolato per la causa unitaria, e fu nominato colonnello della guardia nazionale. In seguito all'unità d'Italia si stabilì nuovamente all'Aquila con la moglie, la contessa Almina Rusconi, dove fu eletto consigliere comunale e ricoprì diversi incarichi, dedicandosi inoltre allo studio della storia dell'Aquila e dell'Abruzzo e aprendo al pubblico la pinacoteca della residenza di famiglia. Nel 1875 fondò la Società di storia patria dell'Abruzzo, antesignana della Deputazione abruzzese di storia patria.
Morì nel 1896.